# ジョーク東郷
ジョーク東郷（ジョークとうごう ）は、「ゴルゴ13」のモノマネで知られるお笑いタレント。福岡県福岡市出身。
そっくり館キサラに拠点を置き、キサラエンタープライズに所属。

## 来歴・人物
- 身長177cm、体重80kg、血液型はO型。
- 中学生時代はバスケットボール部に所属し、副主将を務めた。高校生時代はラグビー部所属していたが、当時は補欠だった。
- 実家は焼肉店。最初は調理師専門学校を出て店を継ごうと思っていたが、地元・福岡でタレントオーディションに合格し、約2年間福岡でタレント活動。その後フジテレビの番組『ボキャブラ天国』に影響されて、東京でのタレント活動を目指して上京[1]。
- 2003年にお笑いコンビ『侍ピーターパン』を結成、当時はマセキ芸能社に所属。侍ピーターパン解散後、2005年に英哲とお笑いコンビ『庵。』(いおり)を結成。結成前から英哲と知り合いだったこともあり、ある日漫画喫茶のアルバイトでお互いに会ってから、6か月間結成の話を持ちかけて口説き続け、結成に至ったという[2]。庵。は2005年のM-1グランプリで、準決勝まで進出した。
- 格闘技、プロレスの観戦が趣味。
- 『ゴルゴ13』の単行本を全巻持っている[2]。
- 特技は料理で、調理師免許を所持[1]。:ランパブ店長の職歴がある。
- 2009年のR-1ぐらんぷりで準決勝進出。
- 2014年4月27日西武ドームにて開催されたももいろクローバーZ公式ファンクラブ限定コンサート『誰でもカモ〜ン!〜ただし、ホワイトベレーの方に限ります♡〜』に出演[3]。持ちネタのAKB48「会いたかった」の替え歌を披露した[4]。
- 2014年5月18日ももいろクローバーZのUstream特番「Ustream大賞受賞記念 24時間いただきますっTV 2014」に参加[3]。20分程度のパフォーマンスを披露し、その後行われた幕張メッセイベントホールでのコンサートのエンディングにも参加[5]。
- 2014年12月31日NHK紅白歌合戦にてももいろクローバーZのメンバー有安杏果がインフルエンザで欠場するなか、メンバーの佐々木彩夏が本番で有安の顔を切り抜いたパネルを手に歌を披露。紅白直後の生放送で「あれはジョーク東郷さんのネタから頂きました」と発言[6]し、Yahoo!ニュースにも掲載される。
- 2015年12月31日ももいろクローバーZ初めてのカウントダウンライブ「第一回ももいろカウントダウン ～ゆく桃くる桃～」に参加。AKB48メドレーの替え歌を披露した。
- 2016年12月31日ももいろクローバーZカウントダウンライブ『第二回ゆく桃くる桃 ～年またぎ笑顔三昧～』も参加。紙切り芸を披露した。

## 芸風
ゴルゴ13コント
ジョーク東郷がゴルゴ13の顔のメイクをして替え歌、ショートコント、紙芝居など

## 出演
- 「M-1グランプリ2005」準決勝進出
- 「R-1ぐらんぷり2009」準決勝進出

- 世にも奇妙な物語『さとるの化物』(化物役)(フジテレビ)- 2000年10月5日
- M-1グランプリ2005(神宮球場：敗者復活戦の中継にて)（テレビ朝日）- 2005年12月25日
- うたばん（TBSテレビ）- 2006年4月5日
- 笑いの金メダル（テレビ朝日）- 2006年8月8日
- インパクト(フジテレビ)- 2006年9月19日
- 志村けんのだいじょうぶだぁII(フジテレビ)- 2007年2月20日
- 爆笑オンエアバトル（NHK総合）- 2007年6月8日、10月5日、2008年5月8日
- R-1リターンズ　スペシャル（関西テレビ）- 2007年6月30日
- BSふれあいステージ爆笑最前線（NHK総合）- 2007年7月5日
- こたえてちょーだい!(フジテレビ)- 2007年9月15日、12月20日（再現VTRに出演）
- ひるこた(フジテレビ)- 2008年2月10日
- 笑っていいとも!増刊号(フジテレビ)- 2008年3月22日
- 草野☆キッド（テレビ朝日）- 2008年6月10日
- あらびき団（TBSテレビ）- 2008年7月16日、11月19日
- 爆笑ホワイトカーペット(フジテレビ)- 2009年1月1日
- 爆笑レッドカーペット(フジテレビ)- 2009年1月28日
- エンタの神様（日本テレビ）- 2009年5月8日
- お笑いメリーゴーランド（TBSテレビ）- 2009年1月6日
- クイズタレント名鑑（TBSテレビ）- 2010年9月26日
- 〜あらゆる世界を見学せよ〜潜入!リアルスコープ(フジテレビ)- 2011年2月26日、5月21日、6月27日、10月22日、2012年1月28日
- お願い!ランキング（テレビ朝日）- 2011年2月6日
- ものまねウォーズ（TBSテレビ）- 2011年3月30日、2012年1月15日
- 奇跡ゲッター ブットバース!!（TBSテレビ）- 2011年4月2日
- アッコにおまかせ!（TBSテレビ）- 2011年9月18日
- ピラメキーノ（テレビ東京）- 2011年9月23日
- なるほどハイスクール（日本テレビ）- 2011年10月27日
- サタネプ☆ベストテン（TBSテレビ）- 2011年10月29日
- 5LDK(フジテレビ)- 2011年12月1日
- 探検バクモン（NHK総合）- 2013年1月16日
- 有吉ジャポン（TBSテレビ）- 2013年8月10日、12月20日
- ものまねグランプリ（日本テレビ）- 2013年9月29日
- 笑っていいとも!(フジテレビ)- 2013年11月8日
- アノ人たちの作り方 〜なぜこうなった!?ファクトリー〜(フジテレビ)- 2013年11月21日
- ティーンズプロジェクト フレ☆フレ（NHK総合）- 2014年2月1日
- ノンストップ!(フジテレビ)- 2014年2月10日
- サンデージャポン（TBSテレビ）- 2014年4月6日
- 日本語探Qバラエティ クイズ!それマジ!?ニッポン(フジテレビ)- 2014年4月20日
- ももいろクローバーZコンサート『誰でもカモ〜ン!〜ただし、ホワイトベレーの方に限ります♡〜』in西武ドーム- 2014年4月27日
- ももいろクローバーZUstream特番「Ustream大賞受賞記念 24時間いただきますっTV 2014」in幕張メッセ- 2014年5月18日
- バイキング(フジテレビ)- 2014年5月19日
- 地域比較バラエティ クラベ〜ル（東海テレビ）- 2014年7月6日
- 東京漫才COLLECTION （「キサラ」盛り上がり芸人 BEST3　第2位）（テレビ東京）- 2014年8月11日
- マネまねSHOW TV〜IT'S SHOW TIME〜（千葉テレビ放送）- 2014年10月9日、10月16日、10月23日、10月30日
- WADAIの王国（TBSテレビ）- 2014年9月4日、10月16日、11月13日、11月20日、12月18日、2015年1月29日、3月26日
- テリー伊藤のフライデースクープ そこまで言うか!（ニッポン放送）- 2015年1月16日
- 水曜日のダウンタウン（TBSテレビ）- 2015年1月21日
- 超潜入!リアルスコープハイパー(フジテレビ)- 2015年3月7日
- 春の新生活向上委員会(フジテレビ)- 2015年3月14日
- 目指せ!! アウトレット芸人2（千葉テレビ放送）- 2015年11月4日
- ももいろクローバーZ　カウントダウンライブ　第一回ももいろカウントダウン ～ゆく桃くる桃～（テレビ埼玉）- 2015年12月31日
- 二ノさん（日本テレビ）- 2016年1月31日
- 世界の怖い夜！（TBSテレビ）- 2016年8月3日
- ももいろクローバーZ　カウントダウンライブ　第二回ゆく桃くる桃 ～年またぎ笑顔三昧～（テレビ埼玉）- 2016年12月31日
- 1周回って知らない話（日本テレビ）- 2017年3月1日
- めざましテレビ (フジテレビ)- 2017年6月30日
- Nスタ（TBSテレビ）- 2017年1月3日
- Mr.ボディーガード（日本テレビ）- 2018年11月24日
- Mr.ボディーガード2（日本テレビ）- 2019年3月19日
- 第3回 ももいろ歌合戦  横浜アリーナ（BS日テレ）- 2019年12月31日
- 第4回 ももいろ歌合戦 新高輪プリンスホテル（BS日テレ）- 2020年12月31日
- ものまねランキング（テレビ東京）- 2021年5月27日
- 2分59秒(Abema) - 2021年11月3日
- ものまねランキング（テレビ東京）- 2022年8月11日
- ものまねランキング（テレビ東京）- 2022年8月11日
- 潜入！リアルスコープ　(フジテレビ) - 2022年12月29日
- 内村のツボる動画　(テレビ東京) - 2023年3月7日
- 証言者バラエティ　アンタウオッチマン　(テレビ朝日) - 2023年4月18日
- 川島明の芸能界(秘)通信簿　(フジテレビ)- 2023年5月27日
- キョコロヒーテレビ朝日) - 2024年3月4日
- アーティスト別モノマネ頂上決戦 俺にアイツを歌わせたら右に出るものはいない（TBSテレビ）- 2024年5月16日
- 櫻井・有吉THE夜会（TBSテレビ）- 2024年12月12日
- 私のバカせまい史(フジテレビ)- 2025年2月6日

### DVD
- M-1グランプリ2005完全版 〜本命なきクリスマス決戦! "新時代の幕開け"〜
- R-1ぐらんぷり2009